# 歸仁車站 (臺灣)
歸仁（許厝）車站位於臺灣臺南市歸仁區許厝里，是臺灣糖業股份有限公司關廟線的鐵路車站，於1948年10月10日通車，是關廟線最初通車的7站之一。該車站為二等車站，在信義南路127巷南方空地。此區域原稱「許羅厝庄」，為許、羅兩姓的開墾地，因許姓佔多數，因此簡稱「許庄」。庄頭分為頂許和下許，歸仁站位於下許。

## 簡介
歸仁站又名許厝站，為關廟線上的大站，是一棟上有黑瓦的水泥建築，形式與關廟站、仁德糖廠的領班房相似。此戰編制站長、副站長與貨物員數名，負責此站業務。除了售票之外，也負責貨品的運送。到了後期，由於搭車人數銳減，僅有通勤學生及蔗農搭乘，故車站員工縮編成一人，負責所有業務。
歸仁站附近鐵路於營業線停駛後成為仁德糖廠的一段原料線（埤子頭線），早先歸仁站附近的場域即是紅瓦厝蔗埕的位置，此線往北可接上善化糖廠的新化線，通往善化糖廠。

## 車站周邊
- 紅瓦厝國小
- 歸仁文化中心
- 歸仁區公所

## 外部連結
- 歸農棧-穿越•時光平交道 遇見•歸仁火車站
- 冬烘居-台南行腳676-糖鐵關廟線探索(二)-仁德糖廠»仁德旗»後壁厝»新田旗»六甲»許厝(230623) （页面存档备份，存于）
- 自由時報-台南歸仁五分車鐵道重見天日 居民盼保留